# هیوندای اویل‌بانک
هیوندای اویل‌بانک (به کره‌ای: 현대오일뱅크) شرکت نفت کره‌ای است، که زمینه تولید نفت خام، بنزین و سوخت جت، گازوئیل و محصولات پتروشیمی فعالیت می‌کند.
این شرکت در سال ۱۹۶۴ تحت نام کاکدونگ اویل تأسیس شد و در سال ۱۹۹۳ در پی خریداری توسط شرکت هیوندای، نام آن به هیوندای اویل‌بانک تغییر پیدا کرد. این شرکت هم‌اکنون مدیریت شبکه‌ای از ۲٫۳۰۰ جایگاه پمپ بنزین را در کره جنوبی، برعهده دارد.
دفتر مرکزی شرکت هیوندای اویل‌بانک در شهر سئول، کره جنوبی قرار دارد. هیوندای موتور با ۴٫۳۵٪ درصد، هیوندای استیل با ۲٫۲۱٪ درصد، شرکت توسعه هیوندای با ۱٫۳۵٪ درصد و صنایع سنگین هیوندای با در اختیار داشتن ۹۱٫۳۳٪ درصد از سهام هیوندای اویل‌بانک، بزرگترین سهام‌داران آن به‌شمار می‌آیند.